# Flughafen Perth (Western Australia)

i7
i11
i13
Der Flughafen Perth (englisch Perth International Airport, PER, IATA-Code: PER, ICAO-Code: YPPH) ist ein internationaler Verkehrsflughafen der Stadt Perth in Australien. Er liegt südöstlich des Stadtteiles Guildford und ist der größte Flughafen in Western Australia.
Für internationale Maßstäbe ist der Flughafen nur mittelgroß, spielt aber dank seiner Position eine strategisch wichtige Funktion als Drehkreuz für viele Ziele in Australien, Asien, Afrika und im Pazifik. Er ist außerdem Heimatflughafen der Regionalfluggesellschaft Skippers Aviation.
Der Flugplatz wurde 1944 als Guildford Aerodrome gegründet. 1952 wurde er umbenannt in Perth International Airport.
Es gibt insgesamt vier Terminals und ein kleines Terminal für die Allgemeine Luftfahrt. Auf der westlichen Seite (zwölf Kilometer vom Stadtzentrum entfernt) befinden sich die beiden nationalen Terminals T3 (regionale Gesellschaften) und T4 (Qantas), auf der östlichen (17 Kilometer) das internationale T1 sowie das neu gebaute nationale Terminal T2 (Virgin Australia).
Nur die beiden nationalen Terminals im Westen des Flughafengeländes sind direkt von der Stadt mit öffentlichen Bussen erreichbar. Zwischen den westlichen Terminals und denen im Osten gibt es einen Shuttlebus.
Der Flughafen ist mit dem Auto über Great Eastern Highway und Tonkin Highway (für T3 und T4) bzw. Tonkin Highway und Abernethy Road (für T1 und T2) erreichbar.

## Ausbau
Der Flughafen soll in großem Umfang erweitert werden, es soll ein neues Terminal und eine dritte Start- und Landebahn errichtet werden. Qantas Airways will den Flughafen verstärkt als Drehkreuz nutzen.

## Fluggesellschaften & Ziele
Mehrere Fluggesellschaften, darunter Qantas, Emirates, Singapore Airlines, Thai Airways und Air Asia bieten internationale Destinationen wie Johannesburg, Singapur, Mauritius, Dubai, Bangkok, Hongkong, Tokio und Auckland (Neuseeland) mit Direktverbindungen an.
Im Codesharing bieten auch Fluggesellschaften, wie Air France, British Airways, Air Canada, Lufthansa, Virgin Atlantic und United Airlines ihre Dienste an.
National wird Perth unter anderem durch Qantas, Air Australia und Virgin Australia mit Sydney, Melbourne, Brisbane, Canberra und weiteren Städten und Regionen des Landes verbunden. Skippers Aviation bietet mehrere Strecken zu kleineren Orten in Western Australia an.
Qantas Airways nimmt seit 25. März 2018 erstmals regelmäßige Nonstopflüge zwischen Europa und Australien auf. Die Verbindung QF9 mit einer Boeing 787-9 verbindet den Flughafen Perth und den Flughafen London Heathrow. In 17 Stunden Flugzeit wird eine Flugstrecke von 14.498 Kilometer zurückgelegt.

## Flugplatzmerkmale
Der Flughafen verfügt über verschiedene Navigationshilfen.
Beide Start- und Landebahnen verfügen über ein Instrumentenlandesystem (ILS).
Für die Navigation am Flughafen stehen ein ungerichtetes Funkfeuer (NDB) sowie ein Drehfunkfeuer (VOR) mit Distance Measuring Equipment (DME) zur Verfügung.
Die Ortsmissweisung betrug im Mai 2006 1° West.

## Verkehrszahlen
| Geschäfts- jahr | Fluggastaufkommen | Fluggastaufkommen | Fluggastaufkommen | Flugbewegungen |
| Geschäfts- jahr | National          | International     | Gesamt            | Flugbewegungen |
| --------------- | ----------------- | ----------------- | ----------------- | -------------- |
| 2018/19         | 9.531.355         | 4.371.351         | 13.902.706        | 131.955        |
| 2017/18         | 9.327.038         | 4.364.573         | 13.691.611        | 129.931        |
| 2016/17         | 9.216.600         | 4.405.171         | 13.621.771        | 130.115        |
| 2015/16         | 9.506.043         | 4.253.127         | 13.759.170        | 135.238        |
| 2014/15         | 9.790.464         | 4.193.740         | 13.984.204        | 141.256        |
| 2013/14         | 9.843.341         | 4.118.239         | 13.961.580        | 149.678        |
| 2012/13         | 9.900.901         | 3.763.656         | 13.664.557        | 151.331        |
| 2011/12         | 9.140.619         | 3.492.160         | 12.632.779        | 142.079        |
| 2010/11         | 7.832.177         | 3.265.581         | 11.097.758        | 129.066        |
| 2009/10         | 7.168.329         | 2.993.874         | 10.162.203        | 118.165        |
| 2008/09         | 6.848.457         | 2.619.928         | 9.468.385         | 115.330        |
| 2007/08         | 6.530.075         | 2.512.632         | 9.042.707         | 107.489        |
| 2006/07         | 5.813.308         | 2.221.296         | 8.034.604         | 99.466         |
| 2005/06         | 5.074.332         | 2.026.074         | 7.100.406         | 92.078         |
| 2004/05         | 4.646.675         | 1.977.201         | 6.623.876         | 86.664         |

1. ↑  Die Geschäftsjahre enden jeweils am 30. Juni.

## Zwischenfälle
- Am 19. April 1945 flog eine Douglas DC-3 (R4D-5) der US Navy (Kennzeichen Bu 39067) drei Minuten nach dem Start bei Nebel in einen Hügel nahe dem Flughafen. Dabei kamen alle 13 Insassen ums Leben.[6]

- Am 26. Juni 1950 kollidierte eine Douglas DC-4 der Australian National Airways (VH-ANA) nach mehrfachem Triebwerksausfall 56 Kilometer östlich vom Startflughafen Perth mit einer Hügelkette und wurde zerstört. Alle 29 Menschen an Bord kamen ums Leben.[7]